# ATP Challenger Antalya
Das ATP Challenger Antalya (offizieller Name: Club Megasaray Open) war ein 2021 und 2023 stattfindendes Tennisturnier in Antalya, Türkei. Es war Teil der ATP Challenger Tour und wurde im Freien auf Sand ausgetragen.

## Liste der Sieger

### Einzel
| Jahr                    | Sieger          | Finalgegner     | Ergebnis       |
| ----------------------- | --------------- | --------------- | -------------- |
| 2023                    | Fábián Marozsán | Sebastian Ofner | 7:5, 6:0       |
| 2022: nicht ausgetragen |                 |                 |                |
| 2021 (4)                | Jewgeni Tjurnew | Oleh Prychodko  | 3:6, 6:4, 6:4  |
| 2021 (3)                | Nuno Borges     | Ryan Peniston   | 6:4, 6:3       |
| 2021 (2)                | Carlos Taberner | Jaume Munar     | 6:4, 6:1       |
| 2021 (1)                | Jaume Munar     | Lorenzo Musetti | 6:77, 6:2, 6:2 |

### Doppel
| Jahr                    | Sieger                                         | Finalgegner                              | Ergebnis          |
| ----------------------- | ---------------------------------------------- | ---------------------------------------- | ----------------- |
| 2023                    | Filip Bergevi Petros Tsitsipas                 | Sarp Ağabigün Ergi Kırkın                | 6:2, 6:4          |
| 2022: nicht ausgetragen |                                                |                                          |                   |
| 2021 (4)                | Hsu Yu-hsiou Oleksij Krutych                   | Sanjar Fayziyev Markos Kalovelonis       | 6:1, 7:65         |
| 2021 (3)                | Riccardo Bonadio Giovanni Fonio                | Hsu Yu-hsiou Tseng Chun-hsin             | 3:6, 6:2, [12:10] |
| 2021 (2)                | Denys Moltschanow (2) Alexander Nedowessow (2) | Robert Galloway Alex Lawson              | 6:4, 7:62         |
| 2021 (1)                | Denys Moltschanow (1) Alexander Nedowessow (1) | Luis David Martínez David Vega Hernández | 3:6, 6:4, [18:16] |